# Foyer des Arts
Foyer des Arts (französisch für „Haus der Künste“) ist eine 1981 von Max Goldt und Gerd Pasemann gegründete deutsche Avantgarde-Pop-Band.

## Bandgeschichte
Goldt und Pasemann lernten sich 1978 in West-Berlin über eine Anzeige in einem Berliner Stadtmagazin kennen. Sie gründeten die Band Aroma Plus, als deren fester Kern sie, ergänzt durch wechselnde Begleitmusiker, einige Clubauftritte in Westberlin absolvierten, sowie auf zwei selbstvertriebenen Schallplatten ihre – damals noch englischsprachige – Musik veröffentlichten.
Im Jahr 1981 wurde Aroma Plus aufgelöst, woraufhin Goldt und Pasemann die komplett improvisierte Platte Die seltsame Sekretärin unter dem Projektnamen Foyer des Arts aufnahmen. Die Single Eine Königin mit Rädern untendran avancierte zu einem kleinen Hit der lokalen Musikszene, was Foyer des Arts die Aufmerksamkeit der WEA einbrachte, die die Band im Rahmen der Neuen Deutschen Welle zu vermarkten versuchte.
Foyer des Arts unterschrieben den für sie sehr ungünstigen Vertrag mit der WEA und veröffentlichten dort ihre zweite Platte, Von Bullerbü nach Babylon. Erfolg war ihnen nur mit der zweiten Single Wissenswertes über Erlangen beschieden (Platz 36 der Media-Control-Charts). Als weitere kommerzielle Erfolge auf sich warten ließen, wurde die Band zu für sie unangenehmen Promo-Auftritten, zum Beispiel in der ZDF-Hitparade, genötigt. Die Verkäufe verbesserten sich dadurch allerdings nicht merklich. WEA legte Foyer des Arts schließlich auf Eis, indem sich die Firma bis 1986 weigerte, weitere Platten zu veröffentlichen, die Band andererseits aber auch nicht aus ihrem Vertrag entließ. So konnte das fast fertige Album Guter Reisewind nicht erscheinen. In dieser Zeit veröffentlichte Max Goldt seine ersten Soloaufnahmen.
Nach Vertragsende 1986 wurde relativ zügig das Album Die Unfähigkeit zu frühstücken auf dem Independent-Label Fünfundvierzig veröffentlicht, dem im Untergrund wieder einiger Erfolg beschieden war. Foyer des Arts entwickelten sich zu einer namhaften Band der unabhängigen deutschen Musikszene, was 1988 zu einer Einladung zu den John-Peel-Sessions im britischen Radio führte, deren Material 2022 als EP erschien. Nach der Veröffentlichung des regulären Albums Ein Kuss in der Irrtumstaverne 1988 und des Doppel-Livealbums Was ist super? 1989 war von der Band lange nichts zu hören. Im Jahre 1995 erschien das Album Die Menschen, das als „Abschiedsalbum“ gilt. Es folgte das Best-of-Album Könnten Bienen fliegen im Jahr 2000. Goldt veröffentlichte 2019 die 6-CD-Kompilation Draußen die herrliche Sonne.

## Produktion
Die meisten Stücke schrieb Pasemann, Goldt schrieb die Texte. Als Toningenieur war Harris Johns beteiligt. Als Backgroundsängerinnen nahmen Annette Humpe und Gayle Tufts teil.

## Diskografie

### Alben
- 1981: Die seltsame Sekretärin
- 1982: Von Bullerbü nach Babylon (2003 Wiederveröffentlichung mit abweichender Liederauswahl)
- 1986: Die Unfähigkeit zu frühstücken
- 1988: Ein Kuß in der Irrtumstaverne
- 1989: Was ist super? (live)
- 1995: Die Menschen
- 2000: Könnten Bienen fliegen – Das Beste von Foyer des Arts
- 2022: Die John-Peel-Session (EP)

### Singles
- 1981: Eine Königin mit Rädern untendran
- 1982: Wissenswertes über Erlangen
- 1982: Trends / Hubschraubereinsatz
- 1984: Ein Haus aus den Knochen von Cary Grant
- 1985: Schimmliges Brot
- 1986: Gleichzeitig? Das kann ich nicht
- 1988: Penis → Vagina